# Distoleon cornutus
Distoleon cornutus är en insektsart som först beskrevs av Navás 1917.  Distoleon cornutus ingår i släktet Distoleon och familjen myrlejonsländor. Inga underarter finns listade i Catalogue of Life.